# Otto Benzons Forfatterlegat
Otto Benzons Forfatterlegat er et mindelegat til minde om Georg Brandes, stiftet og opkaldt efter dramatiker og medicinalfabrikant Otto Benzon. Legatet kaldes derfor også for Georg Brandes Legatet eller Georg Brandes Fødselsdagslegat. Legatet administreres af en bestyrelse, men uddelingen foretages af én person, en uddeler, der er udpeget for en 7-årig periode. Legatet uddeles normalt på Georg Brandes fødselsdag den 4. februar.

## Uddelere
- 1908-20 Georg Brandes
- 1921-27 Sophus Michaëlis
- 1928-29 Sven Lange
- 1930-36 Otto Rung
- 1937-43 Christian Rimestad
- 1944-50 Frederik Schyberg
- 1951-57 Carl Johan Elmqvist
- 1958-64 Henrik Neiiendam
- 1965-72 Jens Kistrup
- 1972-79 Torben Brostrøm
- 1979-? Jens Kistrup